# Rödstjärtad sotkakadua
|  | Den här sidan är nominerad till att antingen bli uppgraderad, nedgraderad eller förlora sin status som utvald kvalitet. Vad tycker du? Gör din åsikt hörd! Observera att du måste vara registrerad användare för att få delta i omröstningen. Du kan dock delta i diskussionen även som icke-registrerad användare. |

Rödstjärtad sotkakadua (Calyptorhynchus banksii) är en stor kakadua som finns i Australien. Arten kallades Calyptorhynchus magnificus i många årtionden tills det nuvarande vetenskapliga namnet fastställdes officiellt 1994. Den förekommer huvudsakligen i de torrare delarna av kontinenten. Fem underarter accepteras, vilka utseendemässigt främst skiljer sig åt i näbbstorlek. De nordligare underarterna förekommer allmänt, men de två sydliga underarterna är hotade. 
Rödstjärtade sotkakaduor är aktiva dygnet runt, skräniga och högljudda, och ses ofta när de flyger högt uppe i flockar. De tenderar att flyga ganska långsamt med oregelbundna tunga flaxande vingslag, som tydligt skiljer sig från den liknande glanssotkakaduans lätta vingslag. Rödstjärtad sotkakadua är fröätare, hålhäckare och beroende av träd med relativt tjocka stammar för sina bohålor, som gamla eucalyptusträd eller gummiträd.
Rödstjärtad sotkakadua är den av sotkakaduorna som lättast anpassar sig till ett liv i fångenskap, men sotkakaduor är mycket ovanliga och dyra utanför Australien.
Liksom andra kakaduor kan rödstjärtad sotkakadua bli mycket långlivad i fångenskap. År 1938 omtalade ornitologen Neville Cayley en över femtio år gammal individ vid Taronga Zoo.

## Utseende och läte

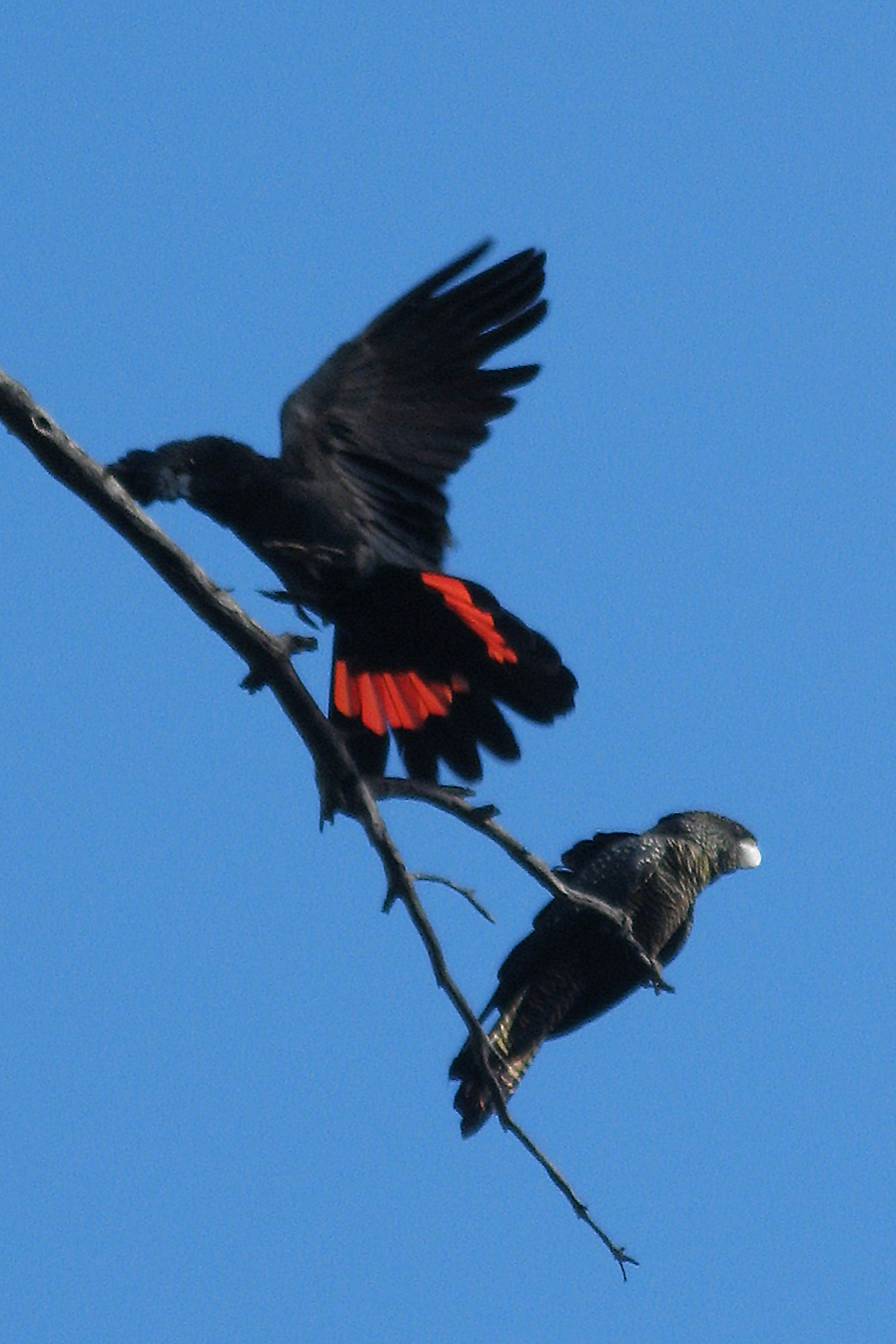
Rödstjärtad sotkakadua uppvisar könsdimorfism.

Adulta rödstjärtade sotkakaduor är omkring 60 centimeter långa och uppvisar könsdimorfism. Hanar har helt svart fjäderdräkt, med undantag av tydliga röda band på stjärten. På huvudet har den en framträdande svart tofs som bildas av förlängda fjädrar. De något mindre honorna är brunsvarta med gula ränder och prickar och har gul-orange strimmor på stjärten och bröstet. Näbben är blek och hornfärgad. Undersidan har smala gula strimmor på brunaktig botten. Hanarna väger mellan 670 och 920 gram, medan honor väger något mindre, 615–870 gram.
Ännu ej könsmogna (juvenila) rödstjärtade sotkakaduor av båda könen liknar honor, men har blekare gulstrimmig undersida. När fåglarna blir könsmogna (adulta) vid cirka 4 års ålder ruggar hanarna efter hand sina gula stjärtfjädrar till röda, vilket tar 4 år innan det är helt klart.

### Läte
Flera läten har noterats för rödstjärtad sotkakadua. Kontaktlätet är ett rullande metalliskt krur-rr eller krii, som kan höras på långt håll och avges alltid då fågeln flyger. Varningslätet är gällt. Spelande hanar avger under häckningen en följd av mjukt brummande ljud följt av ett upprepat kred-kred-kred-kred.

## Utbredning
Den är vanlig i ett brett bälte över norra halvan av Australien men har mer isolerad utbredning i söder. Den är en strykfågel som har en del regelbundna årstidsbetingade rörelser inom Australien. I de norra delarna av Northern Territory lämnar de i stor utsträckning områden som har hög fuktighet under regnperioden på sommaren. I andra delar av landet tenderar kakaduornas årstidsbetingade förflyttningar att följa födokällor, ett mönster som förekommer i norra Queensland, och New South Wales. I sydvästra Western Australia verkar båda de där befintliga underarterna följa ett nord-sydligt mönster. C. b. naso flyttar norrut efter häckningen, medan C. b. samueli i vetebältet stryker omkring utan samband med årstidsväxlingarna.

## Systematik
Rödstjärtad sotkakaduas närmaste släkting är glanssotkakadua (Calyptorhynchus lathami). Dessa två arter bildar undersläktet Calyptorhynchus inom släktet med samma namn. De skiljer sig från de andra sotkakaduorna i undersläktet Zanda genom sin betydande könsdimorfism och juvenilernas läten, det ena ett pipande tiggläte, det andra en vokalisering när fågeln sväljer föda. Rödstjärtad sotkakadua var den enda sotkakaduan vars genetiska material användes i en viktig molekylär studie av kakaduasystematik 1999 eftersom endast övergripande förhållanden mellan kakaduasläkten undersöktes och endast en art av sotkakaduor behövdes.

### Taxonomi
Rödstjärtad sotkakadua beskrevs första gången av ornitologen John Latham 1790 som beskrev den med det vetenskapliga namnet Psittacus banksii, där artepitetet refererar till den engelske botanikern Sir Joseph Banks. Rödstjärtad sotkakadua var också den första fågel från östra Australien som avbildades av en europé, då en hona som antagligen fångats vid Endeavour River i norra Queensland tecknades av Banks illustratör Sydney Parkinson 1770. Något före Latham beskrev den engelske naturforskaren George Shaw Psittacus magnificus från ett exemplar som infångats någonstans i området vid Port Jackson (numera Sydney). Under många år kallades arten Calyptorhynchus magnificus, som föreslogs av Gregory Mathews 1927 eftersom Shaws namngivning hade föregått Lathams beskrivning från 1790. I flera årtionden accepterades Mathews förslag av många auktoriteter, fastän det var oklart om den fågel som ursprungligen åsyftades vid Port Jackson var en rödstjärtad sotkakadua eller, mera troligt en glanssotkakadua. 
År 1827 föreslog Jennings det vetenskapliga namnet Psittacus niger för fågeln. Men med det vetenskapliga namnet hade Carl von Linné beskrivit mindre vasapapegoja med 1758, och Johann Friedrich Gmelin palmkakadua 1788. Därför var detta namn ogiltigt trots att båda de andra arterna redan hade blivit kända under andra vetenskapliga namn vid den tidpunkten.
År 1994 godkände ICZN en revidering som gjorde klart att det vetenskapliga namnet för rödstjärtad sotkakadua är Calyptorhynchus banksii. Rödstjärtad sotkakadua är typart för släktet Calyptorhynchus, vars namn är avlett från  grekiska kalypto-/καλυπτο- "gömd" och rhynchos/ρυγχος "näbb". Det nya namnet tillämpades första gången av Anselme Gaëtan Desmarest 1826.

### Trivialnamn
Ursprungsbefolkningen i mellersta Kap Yorkhalvön har flera namn för fågeln: (minha) pachang på pakanh; (inh -) inhulg på uw oykangand och (inh -) anhulg på uw olkola. (Prefixet inom parentes (inh- eller minha) är en bestämning som betyder 'kött' eller 'djur'.) Ngarnarrh och KarnamarrTo är termer som används av gunwinggu i Arnhem Land. I mellersta Australien, sydväst om Alice Springs, är språket pitjantjatjaras term för underarten C. b. samueli iranti. Karrak är ett ord på noongar bildat efter lätet för den sydvästliga underarten C. b. naso.

### Underarter
Fem underarter erkänns, varav två är hotade. De skiljer sig utseendemässigt främst i näbbens storlek och form, övergripande kroppsstorlek och färgerna på honans fjäderdräkt:

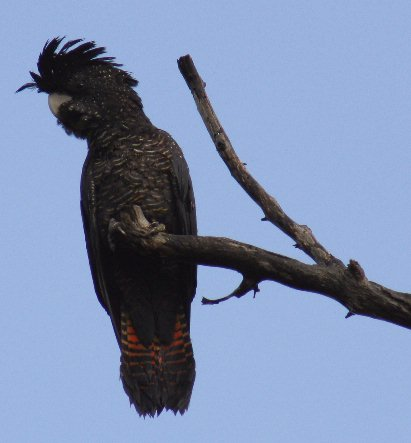
Rödstjärtad sotkakadua (hona), underarten C. b. naso, Whicher Range National Park, sydvästra Western Australia

- C. b. banksii återfinns i Queensland och, sällsynt, i nordligaste New South Wales. Den är den största underarten sett till total kroppsstorlek och har mellanstor näbb.[31] Dess utbredning överlappar med underarten macrorhynchus runt Carpentariaviken. Den har försvunnit från stora delar av sitt tidigare utbredningsområde i norra New South Wales och sydöstra Queensland.[6]
- C. b. graptogyne, på engelska kallad South-eastern Red-tailed Black Cockatoo, återfinns i sydvästra Victoria och sydöstra South Australia i ett område som avgränsas av Mount Gambier i väster, Portland i söder, Horsham i nordöst och Bordertown i norr.[32] Den är den minsta av de fem underarterna,[31] och erkändes som distinkt underart först på 1980-talet.[33][34] Den är främst beroende av bestånd av Eucalyptus baxteri, Eucalyptus camaldulensis och Allocasuarina luehmannii för föda och bobygge.[35] Dessa tre trädarter har alla hotats av avskogning och merparten som återstår finns på privat mark. Möjligen återstår endast 500–1000 individer.[36] Denna underart och dess habitat omfattas av en nationell återhämtningsplan.[37] Från 2007 får lokala markägare ersättning för att medverka till att återskapa ett lämpligt habitat.[38]
- C. b. macrorhynchus, som gavs namnet Great-billed Cockatoo av Mathews,[39] återfinns runt norra Australien. Fastän den anses vara utbredd och vanlig har det inte forskats mycket om denna underart. Den är också stor och har stor näbb, som dess underartsnamn antyder. Honorna saknar de röda partierna på stjärtfjädrarna.[20]
- C. b. naso, kallas på engelska Forest Red-tailed Black-Cockatoo och återfinns i sydvästra hörnet av Western Australia mellan Perth och Albany. Denna form har större näbb,[40] och föredrar Corymbia calophylla (tidigare Eucalyptus calophylla), Eucalyptus marginata och Eucalyptus diversicolor.[41]
- C. b. samueli finns i fyra utspridda populationer: i centrala kustområden i Western Australia från Pilbara söderut till norra vetebältet i närheten av Northam, och floder i inlandet i mellersta Australien, sydvästra Queensland och övre Darling River-systemet i västra New South Wales. Fåglarna i denna underart är i allmänhet mindre och har mindre näbbar än nominatformen banksii.[42]

## Ekologi

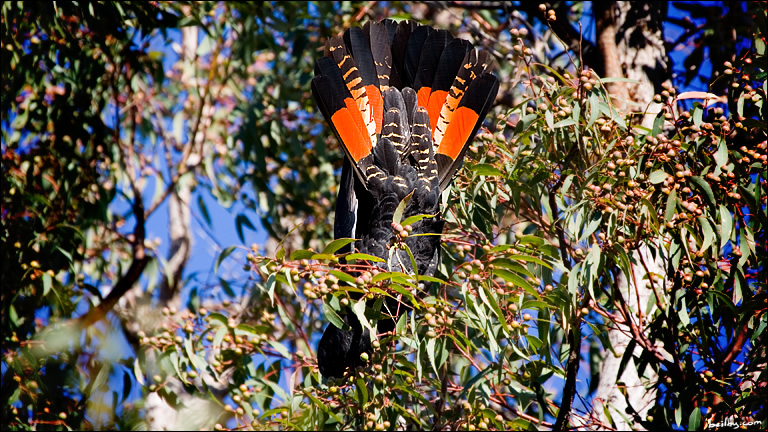
Rödstjärtad sotkakadua (juvenil hane), Darling Scarp, Roleystone, sydvästra Western Australia

Rödstjärtade sotkakaduor är aktiva dygnet runt, skräniga och högljudda, och ses ofta när de flyger högt uppe i små flockar, ibland tillsammans med andra kakaduor. Flockar på upp till 500 fåglar ses i allmänhet endast i norr eller när fåglarna är samlade vid någon födokälla. Annars är de i allmänhet ganska skygga för människor. I norra och mellersta Australien kan fåglarna plocka föda från marken, medan de två sydliga underarterna, C. b. graptogyne och C. b. naso, söker sin föda nästan uteslutande i träd. De tenderar att flyga ganska långsamt med oregelbundna tunga flaxande vingslag, som skiljer sig tydligt från den liknande glanssotkakaduans lätta vingslag. De flyger även ofta på avsevärd höjd.

### Biotop
Rödstjärtad sotkakadua återfinns i många sorters biotoper, från buskområden och gräsmarker, skogar av eukalyptus, akacior och Allocasuarina till täta tropiska regnskogar. Den återfinns vanligen i eukalyptusskogar i torrare delar av Australien eller längs vattendrag. Eftersom de är fröätare och hålhäckare är de beroende av träd med relativt tjocka stammar för sina bohålor, som gamla eucalyptusträd eller vissa arter av gummiträd. Vilka arter av träd som används varierar i olika delar av landet. 

### Föda
Rödstjärtade sotkakaduor livnär sig av många sorters inhemska och introducerade grödor, men stöttepelaren i deras föda är eukalyptusfrön. Det finns ett särskilt förhållande mellan arten och arter av gummiträd med större frukter. Dessa varierar mellan olika delar av Australien men utgörs bland annat av Corymbia calophylla i sydvästra Western Australia, Eucalyptus miniata runtom i norra delen av landet, Eucalyptus baxteri i Victoria och Corymbia-arterna Corymbia polycarpa och Corymbia intermedia i Queensland. Kakaduor biter av små grenar med klasar av frökapslar, och håller dem sedan med fötterna medan de tuggar och plockar frön innan de låter resterna falla till marken. Bland andra frön och nötter som fågeln äter finns de från akacior, banksior, grevilleor, Allocasuarina och Hakea, samt bär, frukter och olika insekter och larver. Kakaduor har anpassat sig till att äta vissa införda växter som Emex australis. Det finns vissa belägg för att de äter åkerrättika (Raphanus raphanistrum), Brassica tournefortii och melon (Citrullus eller Cucumis).

### Häckning
När hanen uppvaktar honan burrar den upp hjäss- och kindfjädrarna och gömmer näbben. Sedan sjunger den och stoltserar, vilket avslutas med ett hopp och en snabb uppvisning av de röda stjärtfjädrarna mot honan som oftast svarar genom att bita honom i försvar. Häckningen sker i allmänhet från maj till september förutom för de sydöstra underarterna, som häckar under sommaren (december till februari). Par av underarten C. b. samueli i vetebältet i Western Australia kan producera två kullar, medan de sydöstliga underarterna endast producerar en. Boet placeras i stora vertikala trähålor i höga träd. Vanligen väljs isolerade träd, så att fåglarna kan flyga till och från dem relativt obehindrat. Samma träd kan användas i många år. Hålorna kan vara 1 till 2 meter djupa och 0,25–0,5 meter breda, med en bas av träspån. En kull består av 1 till 2 vita, glanslösa ägg. I de flesta fall försummas den andra ungen som därmed dör i späd ålder. Ungarnas ögon öppnas efter omkring 3 veckor och det gula dunet uppvisar svarta fjädrar vid omkring 6 veckor. Ungfåglarna blir flygga efter omkring fyra månader.

## Förhållande till människan

### Status och hot
Rödstjärtad sotkakadua skyddas enligt Australiens naturskyddslag Environment Protection and Biodiversity Conservation Amendment (Wildlife Protection) Act 2001. 
Den är listad internationellt under Appendix II i CITES, vilket tillåter internationell handel med levande viltfångade och uppfödda individer, om sådan export inte är skadlig för den vilda populationen. Australiens nuvarande restriktioner för kommersiell export från Australien är inte ålagda av CITES. Underarten C. b. graptogyne är specifikt listad som starkt hotad (endangered) i Australiens Environment Protection and Biodiversity Conservation Act 1999 och C. b. naso listades år 2000 som nära hotad (NT)
I områden där arten är vanlig har den ibland betraktats som ett skadedjur i jordbruket. Populationerna i sydöstra Australien hotas av krympande skogsområden och andra förändringar av habitatet.
Hotstatusen för den rödstjärtade sotkakaduans med sina underarter varierar också från delstat till delstat inom Australien. Exempelvis är arten listad som sårbar (VU) i New South Wales Threatened Species Conservation Act (1995).
Sammanvägt anses arten minska i antal, men beståndet i sin helhet kategoriseras som livskraftigt.

### Olaglig handel
Liksom många australiska kakaduor och andra papegojor hotas den rödstjärtade sotkakaduan av olaglig handel. Den stora efterfrågan och den stora dödligheten under transport innebär att fler fåglar fångas i det fria än de som faktiskt blir sålda.

### Föreslagen plan i Northern Territory
År 1997 föreslog departementet för naturtillgångar, miljö och kultur i Northern Territory (NRETA) en handlingsplan för C. b. macrorhynchus för att hejda den olagliga handeln med ägg och boungar. Denna underart, som är relativt vanligt förekommande i territoriets norra del, ansågs finnas i tillräcklig mängd för att kunna uppbära begränsad infångande, s.k "skörd", av ungar för handelssyften. Handlingsplanen inbegrep skydd av utvalda "skördezoner" och ett tak för skörden vid 600 ägg eller nykläckta ungar per år. Alla fångade fåglar skulle märkas med mikrochip. Separata tillstånd skulle utfärdas för insamling och export, samt för att hålla en fågel som husdjur.
Planen från regeringen i Northern Territorys för en begränsad infångning stöddes av en grupp biologer som hävdade att inställningen "att göra ingenting" hade misslyckats med att åtgärda den olagliga handeln och att begränsade offentliga resurser var tillgängliga för bevarande av arten eller habitatet. De ansåg att en populationskollaps i Northern Territory var högst osannolik, och att kakaduan i stället skulle ha nytta av viss handel då detta skulle föra med sig att lokala markägare fick ökad kännedom och större förståelse för dess biologi. Det skulle också vara en värdefullt bidrag till vetenskapen om hållbar användning av naturen.
Andra experter hade allvarliga invändningar mot planen. Den kände papegojbiologen Joseph Forshaw motsatte sig den av flera skäl. Han uttryckte farhågor om att, med tanke på fåglarnas korta livslängd, kunde problem med återväxt maskeras i många år, och vid den tiden kunde en återhämtning av populationen vara omöjlig. Han fruktade också att ökande tillgång skulle sänka priserna och därmed sänka vinsterna för de inblandade. Andra grupper såsom Avicultural Federation of Australia (AFA) uttryckte farhågor för att hela populationen kunde åldras på grund av brist på häckningsplatser, och att de därmed kunde vara särskilt sårbara för förlust av ungfåglar, vilket skulle uppdagas först efter många år. De fruktade också att eftersom adulta fåglar bildar livslånga par fanns det risk att en fågel vars partner hade tagits till fånga inte skulle häcka mer. Hittills har planen inte genomförts. Australiens senats utredning om handel med Australiens inhemska naturliv avgjorde i början av 1998 att rutinmässig fångst och handel med adulta vilda fåglar skulle förbjudas.

### Rödstjärtad sotkakadua i fångenskap

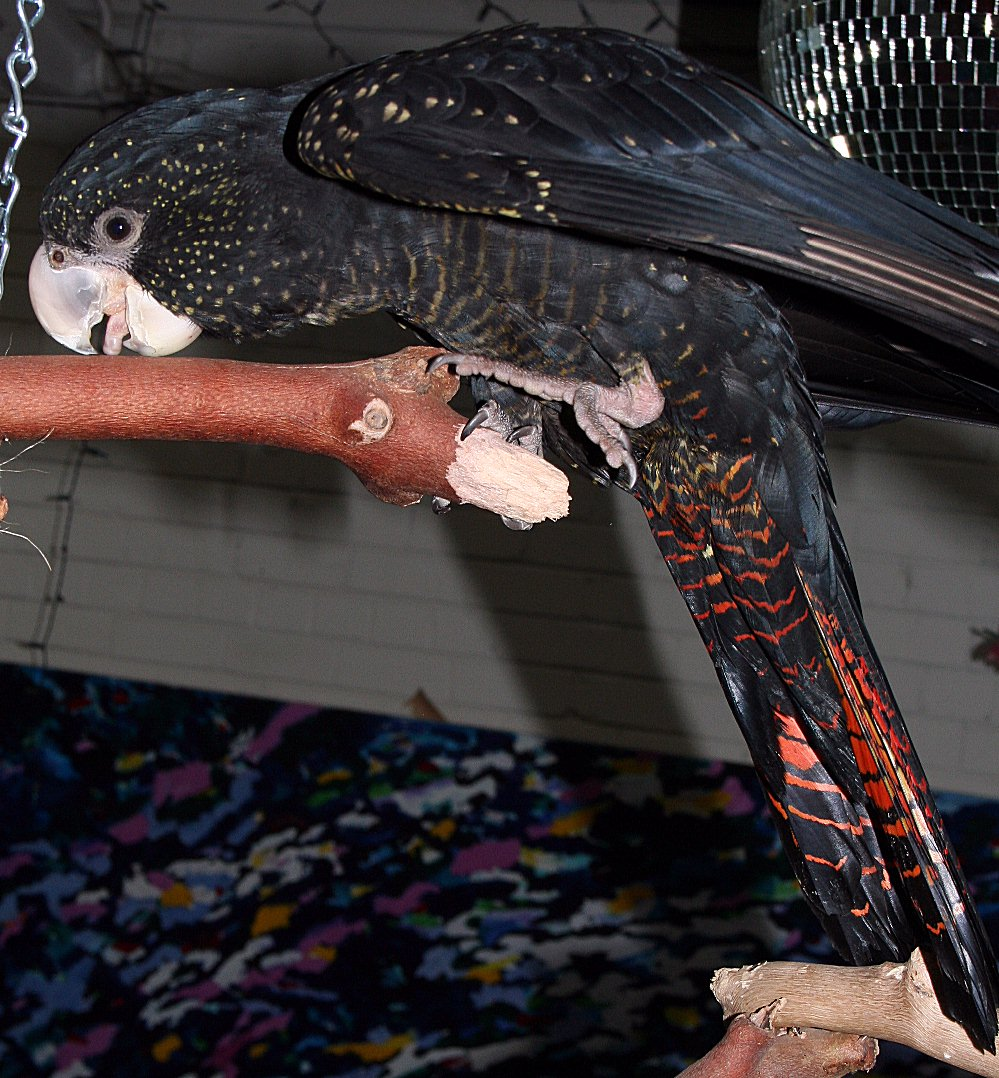
Tam adult hona av underarten C. b. samueli.

Handuppfödda fåglar kan lära sig ett antal ord och kan vara ganska tillgivna, även om hanar kan bli präglade så att de troligen inte häckar. Rödstjärtad sotkakadua är den av sotkakaduorna som oftast förekommer i fångenskap, och kan vara härdig och långlivad om den ges mycket utrymme. Hittills har de flesta fåglar i fångenskap tillhört underarterna C. b. banksii och C. b. samueli. Fåglarna avlades tidigare ofta utan mycket hänsyn till ursprunglig underart. Med det ökade intresset för bevarande är fler fågeluppfödare nu angelägna om att bevara de skilda underarternas integritet i aveln och undviker därför korsningar.
Fåglarna har lätt för att häcka i fångenskap och kan lägga ägg var tredje vecka mellan februari och november. När honan har ett ägg i boet lägger hon inget mer. Ägget kläcks efter ungefär 30 dagar. Den bästa tiden för att göra fåglarna handtama är vid ungefär 10 veckors ålder då deras svarta fjädrar är på plats men stjärtfjädrarna är mycket korta. Adulta hanar blir aggressiva mot juveniler en tid efter att de blivit flygga, och om de sitter i bur måste de skiljas åt.

### Kulturhistoria
En rödstjärtad sotkakadua, kallad Karak, var officiell maskot för Samväldesspelen 2006 som hölls i Melbourne. Samtidigt med reklamen genomfördes initiativ för att säkerställa den sydöstliga underarten C. b. graptogynes överlevnad, samt ökad miljömedvetenhet vid spelen. En traditionell berättelse från västra Arnhem Land berättar om sotkakadua och hennes make Kråka, som är fågelmänniskor, som får svarta fjädrar efter att de smittas av en sjukdom från bortom havet i norr. I rädsla för att bli begravda under jorden förvandlar de sig till fåglar och flyger högt i skyn. I tiwifolkets folktro sägs den rödstjärtade sotkakaduan åtfölja de döda till himlen.